# Schwarzbourg (Thuringe)
Pour les articles homonymes, voir Schwarzbourg.
Schwarzbourg, en allemand Schwarzburg, est un village de la vallée de la rivière Schwarza, dans l'arrondissement de Saalfeld-Rudolstadt en Thuringe, Allemagne.
Mentionnée pour la première fois en 1071 sous le nom de « Swartzinburg », son château du XIIe siècle, maintenant en ruines, abrita les comtes de Schwarzbourg, avant qu'ils ne transfèrent leur chef-lieu à Rudolstadt.
Le 11 août 1919, le président du Reich Friedrich Ebert, en villégiature à Schwarzbourg, y signa la nouvelle Constitution du Reich allemand.